# Rodolfo De Angelis
Rodolfo De Angelis, meno conosciuto, nelle prime incisioni, anche come Rodeangelis e Deangelis, nome d'arte di Rodolfo Tonino (Napoli, 27 febbraio 1893 – Milano, 2 aprile 1965), è stato un cantautore, drammaturgo, attore teatrale, pittore e saggista italiano, futurista ed esponente di rilievo del teatro di varietà.

## Biografia
Cominciò a scrivere nel 1912 per la rivista Il minestrone, per poi trascorrere gli anni dieci del XX secolo cantando e recitando in varie località d'Italia nell'ambiente del caffè-concerto, riscuotendo molti successi.
A Napoli fondò una propria compagnia teatrale, e nel 1919 si avvicinò alla scrittura drammaturgica, siglando una rivista assieme a Guido Trevisan.
Nel 1921 per caso incontrò su un treno Francesco Cangiullo, polivalente futurista napoletano. I due strinsero amicizia, e De Angelis divenne anch'egli futurista. Fondò la Compagnia Futurista De Angelis, con lui capocomico e spesso drammaturgo, e Cangiullo direttore artistico. La Compagnia debuttò martedì 20 settembre al R. Teatro Mercadante di Napoli, e iniziò a girare per i teatri d’Italia, coinvolgendo il pubblico nelle rappresentazioni e spesso causando polemiche focose, lanci di ortaggi e oggetti nonché risse.
Il 9 ottobre a Napoli collaborò col padre del Futurismo Filippo Tommaso Marinetti e col suo direttore artistico Cangiullo alla stesura del Manifesto del Teatro della Sorpresa, siglato e divulgato a Milano da Marinetti e Cangiullo l’11 ottobre, un breve testo che illustra il teatro futurista, dimostrando entusiasmo per le tumultuose polemiche che causa.
Nel 1922 però la Compagnia Futurista De Angelis venne bloccata e chiusa da squadre fasciste a Firenze, ma lui creò già una nuova compagnia: il Nuovo Teatro Futurista, che fra l'altro si avvalse, per le scenografie, della collaborazione di Fortunato Depero ed Enrico Prampolini, per la musica di Silvio Mix e Franco Casavola, per la voce di Diana Mac-Gill.
Con Marinetti, Francesco Cangiullo ed altri poeti futuristi scrisse alcune sintesi che la sua compagnia portò sulle scene di varie città italiane destando sempre reazioni accese. Lasciate le scene nel 1924, continuò a scrivere canzoni, sia come compositore che come autore dei testi, e nel 1929 fondò la casa editrice DeA per pubblicare il suo stesso repertorio. Fra le sue canzoni, la più nota è senz'altro Ma... cos'è questa crisi? del 1933.
A Rodolfo De Angelis si deve l'iniziativa che ha portato alla costituzione della Discoteca di Stato. Fra il 1924 e il 1925 egli incise su disco le voci di generali della prima guerra mondiale, di uomini di Stato, di scrittori e poeti, per costituire una raccolta discografica intitolata La parola dei Grandi.
Nel 1927 cedette il materiale sonoro da lui raccolto all'Associazione Nazionale Mutilati ed Invalidi di Guerra, che si impegnò a costituire la Discoteca di Stato, istituita l'anno seguente a Roma. Nel 1936 compone e musica il brano Sanzionami questo.
Come drammaturgo, oltre alle sintesi futuriste degli anni venti, De Angelis scrisse varie commedie. Rodolfo De Angelis è stato anche autore di due importanti opere sul teatro di varietà: Caffè-concerto. Memorie di un canzonettista (1940) e Storia del café-chantant (1946).
È stato autore anche di un brano - Addio canzoni americane - rilanciato negli anni 2000 dal gruppo musicale Orchestra Maniscalchi. Nel 2006 la band folk rock dei Folkabbestia incide la canzone di Rodolfo De Angelis Ma... cos'è questa crisi?, includendola nell'album 25-60-38. Breve saggio sulla canzone italiana.
Morì a Milano e venne sepolto al locale Cimitero Maggiore.

## Discografia Parziale

### Singoli
- 1930 – Dicerie/Tango della felicità (Grammofono, R 10273)
- 1930 – Serenata a lei!Stella del cuore (Grammofono, R 10351)
- 1930 – Tango della vita/Canzone pazza (Grammofono, R 10559)
- 1930 – Napule quanno s'addorme/Passa la serenata (Grammofono, R 10588)
- 1931 – Matrimonio al villaggio/Canzone tirolese (Grammofono, R 10692)
- 1931 – Stornellata/Racconto giapponese (Grammofono, R 10693)
- 1932 – La vita mia sei tu/Finestra chiusa (Grammofono, R 10713)
- 1932 – Manovre d'amore/Militaresca (Grammofono, R 10714)
- 1932 – Tango della felicità/Mizéina (Grammofono, R 10274)
- 1932 – Gelosia/Tango fiorito (Grammofono, R 10488)
- 1932 – Matrimonio al villaggio/Canzone tirolese (Grammofono, R 10692)
- 1932 – Stornellata/Racconto giapponese (Grammofono, R 10693)
- 1932 – Finestra chiusa/La vita mia sei tu (Grammofono, R 10713)
- 1932 – Manovre d'amore/Militaresca (Grammofono, R 10714)
- 1932 – Sogno della primavera/Vela latina (Grammofono, R 10765)
- 1933 – Non aspetto nessuno/Il pecoraio (Grammofono, R 10847)
- 1933 – Mazurka degli scarponi/Galeazzo, che ora è? (Grammofono, R 10849)
- 1933 – La gavotta del nonno/Rodini (Grammofono, R 10850)
- 1933 – Ma... cos'è questa crisi?/La donna bella non mi va (Grammofono, R 10996)
- 1933 – Tu dovresti presentarmi la Luisa/Il colore che vuoi tu (Grammofono, R 11064)
- 1933 – Ho rubato... un motivo/Bubù, Babà, Bebè (Grammofono, R 11066)
- 1933 – Le nozze di menico/Quando penso... (Grammofono, R 11068)
- 1933 – Rumba delle violette/Dorme... (Grammofono, R 11069)
- 1933 – Una volta... non c'era Mussolini/Marchesa... Se permette... (Grammofono, R 11098)
- 1933 – Rumba improvvisata/Ah...Posillipo! (Grammofono, R 11101)
- 1933 – Per fare una canzone.../Di sera, dove andare? (Grammofono, R 11156)
- 1934 – Ninna-nanna delle foglie/Non mi piace la tua famiglia (Grammofono, R 11160)
- 1934 – Di sera dove andare/C'è troppa concorrenza! (Grammofono, R 11163)
- 1934 – Ma... cos'è questa crisi?/La donna bella non mi va (Grammofono, HN XXX)
- 1935 – Nel parapapà/Signora dal cagnolino (Grammofono, HN 371)
- 1935 – Dani/Nell'Africa si va (Grammofono, HN 404; ristampa di R 10996)
- 1935 – Ho trovato Sciangai Lil/Se conoscessi le lingue (Grammofono, HN 807)
- 1935 – Dani/Nell'Africa si va (Grammofono, HN 808)
- 1936 – Tarantella imperiale/Cos'è questo cos'è quello... (Grammofono, HN 873)
- 1936 – Io son come l'edera/Lulù... (Grammofono, HN 884)
- 1936 – Sanzionami questo!!/Va fuori d'Italia...(O prodotto stranier) (Columbia, DQ 1783)
- 1936 – ...C'è una bella società/E se non fosse vero? (Columbia, DQ 1784)
- 1936 – Il mondo che fa?/L'imperatore si confessa (Columbia, DQ 1862)
- 1936 – Tarantella imperiale/Cos'è questo... cos'è quello (Columbia, DQ 1887)
- 1937 – Visite all'Italia/Figure e figurine (Grammofono, HN 1242)
- 1939 – Canzone dell'orticello/Lettere d'amore (Grammofono, HN 1503)
- 1939 – Funiculì funicolà/Fenesta che lucivi (Telefunken, A 9009)
- 1939 – Suona la ritirata/Jamais jamais (Telefunken, A 9011)

### Album in studio

#### Ristampe
- 1964 – Caffè concerto (Dischi Ricordi, MRL 6041)

### Raccolte
- 1978 – Ma... cos'è questo De Angelis? I° (Fonit Cetra, FC 3621)

- 1978 – Ma... cos'è questo De Angelis? II° (Fonit Cetra, FC 3622)
- 1978 – Ma... cos'è questo De Angelis? III° (Fonit Cetra, FC 3623)

## Opere

### Canzoni

#### Edizioni
Fonte: Catalogo SBN
- Lydia: One-step, musica di A. De Vita; versi di R. De Angelis. Milano, Carisch, 1925
- Danza come sai danzare tu, versi di R. De Angelis; musica di C. A. Bixio. Napoli, C. A. Bixio, [193.]
- Finestra chiusa: tango canzone; Ma... cos'è questa crisi? : onestep canzone. Novara e Berlino, c1932
- Ho perduto la cagnetta, parole e musica di Rodolfo De Angelis. Milano, DeA, 1937
- La canzone dei picchiatelli, parole e musica di Rodolfo De Angelis. Milano, DeA, 1940
- Serenatone alla perfida Albione, parole e musica di Rodolfo De Angelis. Milano, DeA, c1940
- Le canzoni di Guerra [per fisarmonica]. Milano, DeA, 1941

### Audio
- Ma... cos'e questo De Angelis. [Milano] : Nuova Fonit Cetra, 19..? CD
- Rodolfo De Angelis recita: Brano del Manifesto del Teatro di Varietà; Quattro piani di sensualità in uno stabilimento di bagni con violino e pianoforte. In: Archivi Sonori del Futurismo, Vol. 2. I Suoni e i Rumori: Documenti Sonori del Futurismo Italiano. Fono Teca 95.08.02

### Sintesi e commedie
Fonti: Catalogo Biblioteca e Museo Teatrale del Burcardo; Enciclopedia dello Spettacolo
- Stornelli vocali: versi della vita - musica della morte (192.), di Francesco Cangiullo e Rodolfo De Angelis. Pubblicata in: Sipario, a. 22, n. 260, p. 93-94
- Affittomania, atto unico (1919)
- Attenti al 7! (1946)
- Spaghetti per l'onorevole (1952)

### Altri scritti
Fonte: Catalogo SBN
- Caffè concerto: memorie d'un canzonettista. Milano, S.A.C.S.E., stampa 1940
- Storia del Café-chantant. Milano, Il Balcone, 1946
- Noi futuristi. Venezia, Edizioni del Cavallino, [1958]
- Café-chantant: personaggi e interpreti, a cura di Stefano De Matteis. Firenze, La casa Usher, [1984]
- Café-chantant: personaggi e interpreti, a cura di Stefano De Matteis, Bologna, Cue Press, 2019. ISBN 9788855100021.

### Mostre di pittura
Fonte: Catalogo SBN
- De Angelis: dal 14 al 27 febbraio 1955. Milano, Galleria d'arte La Colonna
- De Angelis: dal 5 al 20 maggio 1956; [testo di Eligio Possenti]. Milano, Galleria d'arte La Colonna
- De Angelis: dipinti dal '46 al '62; inaugurazione 30 gennaio 1963 ore 18. Milano, Galleria Montenapoleone